# Deloscopa cataplecta
Deloscopa cataplecta är en fjärilsart som beskrevs av Edward Meyrick 1934. Deloscopa cataplecta ingår i släktet Deloscopa och familjen säckspinnare. Inga underarter finns listade i Catalogue of Life.